# پرواز اولیه

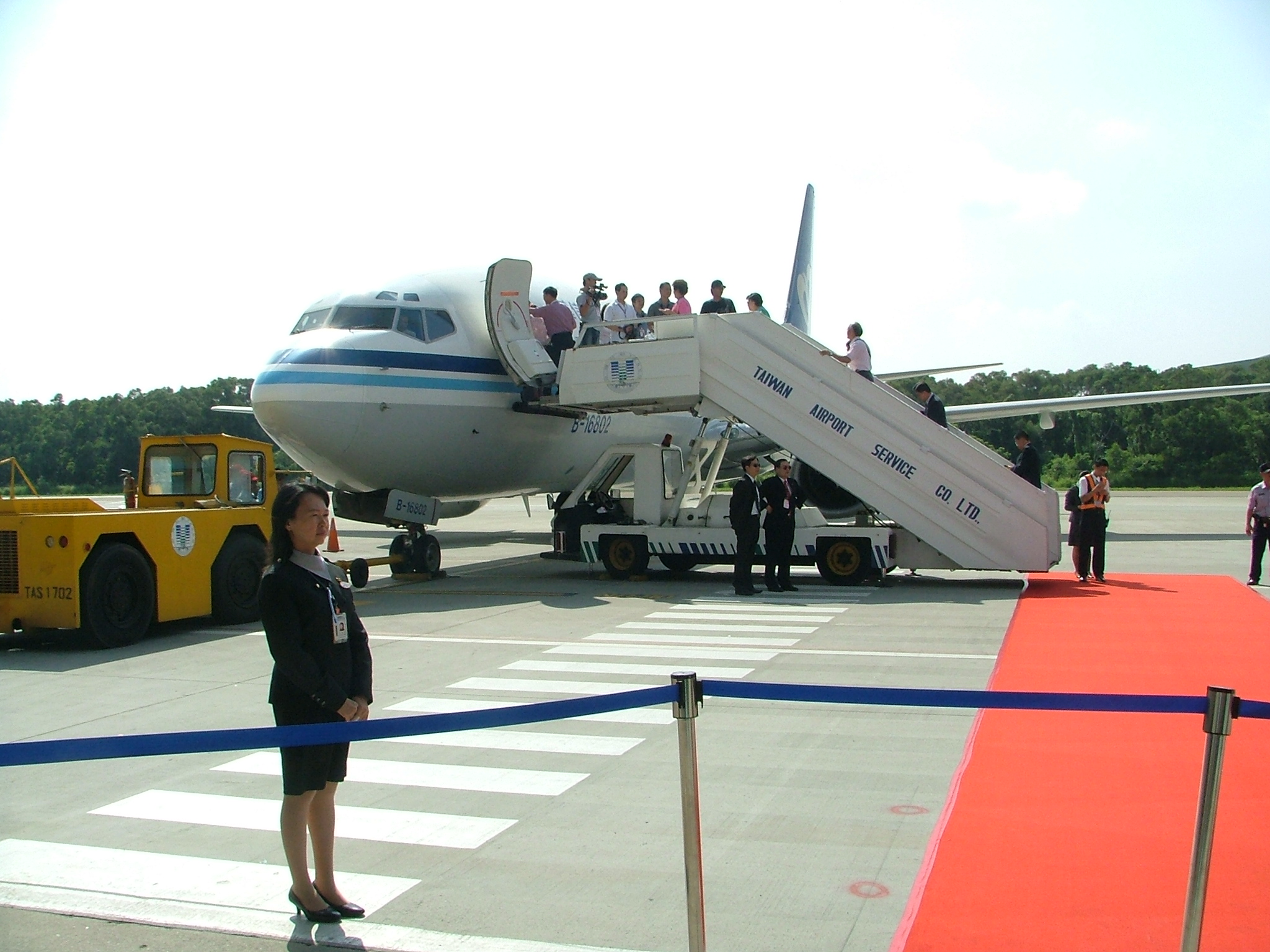
اولین پرواز فرودگاه کینگکوانگانگ ژیامن- Qingquangang Xiamen

پرواز اولیه (به انگلیسی: Maiden flight)برای یک هواگرد به زمانی گفته می‌شود که هواگرد توسط نیروی خودش برای اولین بار زمین را ترک کند.
اولین پرواز برای هر نوع هواگرد، واقعه‌ای تاریخی برای آن مدل خواهد بود. همچنین این پرواز بشدت خطرناک است زیرا تا آن زمان، چگونگی هدایت درست هواگرد هنوز ناشناخته‌است به همین دلیل، اولین پرواز برای یک نوع جدید، همواره توسط خلبانی بسیار باتجربه صورت می‌پذیرد. معمولاً اولین پرواز با همراهی یک یا چند هواپیمای دیگر در کنار آن هواگرد صورت می‌گیرد که وظیفهٔ مشخص کردن مواردی چون ارتفاع، سرعت و صلاحیتهای عمومی دیگر را دارند.
این پرواز تنها یک مرحله از چندین مرحله در ساخت یک هواگرد است. اما در صورتی که آن مدل، تحقیقی بر یک هواگرد خاص و ناب باشد (مانند هواپیمای X-15)، هواگرد می‌بایست چندین و چند بار و در شرایط مختلف آزموده شود تا از کارایی دلخواه و مورد نظر و همچنین ضریب ایمنی آن اطمینان حاصل شود. برای هواگردهای کشوری (غیرنظامی)، مدلهای جدید می‌بایست صلاحیت خود را نیز از نمایندگیهای دولتی (مانند اداره هوانوردی فدرال ایالات متحده) قبل از عملیاتی شدن کسب نمایند.